# Liste der Herzöge von Schlesien
Die Liste der Herzöge von Schlesien ist aufgrund der vielfachen Teilungen und Wiedervereinigungen nicht als Aufeinanderfolge von Herrschern darzustellen. In der Folge wird daher eine Übersicht über die Teilungen angegeben, anschließend eine Liste der Herzöge mit ihrem jeweiligen Teilterritorium.
Siehe auch: Herzogtum Schlesien und Herzogtümer in Schlesien

Schlesien in der Zeit 1185–1201 (mit modernen polnischen Namen)

## Übersicht über die Teilungen des Herzogtums Schlesien
- Schlesien
  - Teilung 1163:
  - Niederschlesien
    - Teilung
    - Breslau
      - Teilung 1241
      - Liegnitz
        - Teilung 1278
        - Liegnitz
          - Teilung 1311
          - Brieg
            - Teilung 1348
            - Liegnitz (bis 1419)
            - Brieg
              - Teilung 1399
              - Lüben, Haynau und Ohlau
                - Teilung 1441
                - Brieg
                  - Teilung 1495
                  - Liegnitz
                    - Teilung 1547
                    - Liegnitz (bis 1596)
                    - Brieg
                      - Teilung 1602
                      - Brieg
                        - Teilung 1639
                        - Brieg (bis 1664)
                        - Liegnitz (bis 1663)
                        - Wohlau (bis 1675)

                      - Liegnitz und Goldberg (bis 1653)

                  - Brieg und Lüben (bis 1521)

                - Goldberg (bis 1452)

              - Brieg (bis 1436)

          - Breslau (bis 1335)
          - Liegnitz (bis 1352)

        - Schweidnitz
          - Teilung 1301
          - Schweidnitz
            - Teilung 1226
            - Schweidnitz und Fürstenberg (bis 1368)
            - Schweidnitz (bis nach 1343)

          - Jauer (bis 1346)
          - Münsterberg (bis 1428)

        - Löwenberg (bis 1286)

      - Lebus (bis 1247)
      - Breslau (bis 1290)
      - Glogau
        - Teilung 1274
        - Sagan (bis 1304)
        - Steinau (bis 1289)
        - Glogau
          - Teilung 1309
          - Sagan
            - Teilung 1369
            - Sagan (bis 1393)
            - Glogau (bis 1394)
            - Freystadt
              - Teilung 1397
              - Sagan (bis 1504)
              - Freystadt und Crossen (bis 1476)
              - Glogau (bis 1423)

          - Namslau
            - Teilung 1412/13
            - Bernstadt (bis 1447)
            - Oels
              - Teilung 1439
              - Oels (bis 1471)
              - Wohlau (bis 1492)

            - Steinau (bis 1427)
            - Cosel (bis 1452)
            - Wohlau (bis 1474)

          - Oels (bis 1322)
          - Steinau (bis 1361/65)
          - Glogau (bis 1331)

    - Neiße und Oppeln (bis 1201)

  - Mittelschlesien (bis 1203)
  - Oberschlesien
    - Teilung 1281
    - Teschen und Auschwitz
      - Teilung
      - Auschwitz (bis 1405)
      - Teschen
        - Teilung (1400)
        - Auschwitz
          - Teilung 1433
          - Zator (bis 1521)
          - Toschof (bis 1484)
          - Auschwitz (bis 1495/97)

        - Teschen
          - Teilung 1431
          - Beuthen (bis 1474)
          - Groß-Glogau (bis 1477)
          - Teschen (bis 1477)
          - Freystadt (bis 1653)

    - Beuthen
      - Teilung
      - Auschwitz (bis 1329)
      - Cosel
        - Teilung
        - Cosel (bis vor 1349)
        - Beuthen (bis 1355)

      - Gleiwitz (bis 1342)

    - Oppeln
      - Teilung 1313
      - Falkenberg (bis 1382)
      - Strehlitz (bis nach 1386)
      - Oppeln
        - Teilung 1356
        - Oppeln und Wielun (bis 1401)
        - Oppeln und Strehlitz
          - Teilung 1382
          - Oppeln und Strehlitz (bis 1421)
          - Beuthen (bis 1532)
          - Falkenberg (bis 1460?)

    - Ratibor (bis 1336)

## Herzöge von Schlesien
- Wladyslaw II. († 1159 in der Verbannung), Herzog von Schlesien sowie Seniorherzog von Polen bis zur Vertreibung 1146; von Kaiser Friedrich I. „Barbarossa“ mit Schlesien belehnt, Stammvater der schlesischen Piasten
- Boleslaw I. „der Lange“, Mieszko I. Kreuzbein (siehe unten) und Konrad, Söhne Wladyslaws II., 1163–1173 gemeinsam

- 1157 und 1163 Teilung Schlesiens unter Kaiser Friedrich I. als Lehnsherr zweier schlesischen Herzogtümer.

- 1173 Teilung Schlesiens in Ober-, Mittel- und Niederschlesien

- Boleslaw I. „der Lange“ († 1201), in Niederschlesien 1173–1201 (siehe unten)
- Mieszko I. „Kreuzbein“ († 1211), in Oberschlesien nach der Teilung 1173–1211; Herzog von Oppeln 1102–1211 (siehe unten)
- Konrad I. († 1203), in Mittelschlesien (Glogau, Sagan und Schwiebus), 1181 Domherr in Bamberg, Elekt von Bamberg, † 1203 vor dem Amtsantritt in Bamberg; Mittelschlesien geht an Niederschlesien

### Herzöge von Schlesien in Niederschlesien
- Boleslaw I. „der Lange“ († 1201) 1163–1201; Oppeln bis 1195 (siehe oben)
- Jaroslaw († 1201), Sohn Boleslaws I.; in Oppeln 1195–1201; seit 1198 Bischof von Breslau. Nach seinem Tod fällt Oppeln an seinen Vater Boleslaw zurück.
- Heinrich I. „der Bärtige“ († 1238), Sohn Boleslaws I., 1201–1238 in Breslau, seit 1186 vermählt mit (der späteren Heiligen) Hedwig von Andechs
- Heinrich II. „der Fromme“ († 1241), Sohn Heinrichs I., 1238–1241 in Breslau

- 1241 Teilung in Liegnitz, Lebus, Breslau und Glogau

### Herzöge von Schlesien in Liegnitz
- Boleslaw II. „der Kahle“ († 1278), Sohn Heinrichs II., 1241–1278 in Liegnitz
- Mieszko, Sohn Heinrichs II., 1241–1242 in Lebus, vererbt Lebus an Liegnitz, 1258 an Brandenburg verkauft
- Heinrich III. „der Weiße“ († 1266), Sohn Heinrichs II., 1241–1266 in Breslau
- Konrad II. († 1273/74), Sohn Heinrichs II., 1251–1273/74 in Glogau (siehe unten)
- Heinrich IV. „der Gerechte“ († 1290), Sohn Heinrichs III., 1266–1290 in Breslau, vererbt an Liegnitz

- 1278 Teilung in Liegnitz, Schweidnitz und Löwenberg

### Herzöge von Schlesien in Liegnitz (nach der Teilung von 1278)
- Heinrich V. „der Dicke“ († 1296), Sohn Boleslaws II., 1278–1296 in Liegnitz, in Breslau 1290
- Bolko I. († 1301), Sohn Boleslaws II., 1278 in Löwenberg, 1290–1301 in Schweidnitz, Jauer und Fürstenberg (siehe unten)
- Boleslaw III., Heinrich VI. und Wladislaus, Söhne Heinrichs V., 1296–1311 gemeinsam in Liegnitz,
- Boleslaw III. († 1352), 1311–1348 in Brieg
- Heinrich VI. „der Gute“ († 1335) 1311–1335 in Breslau, verkauft Breslau 1327 an Böhmen
- Wladislaus († 1352) 1311–1338 in Liegnitz, Sohn Heinrichs VI., vererbt Liegnitz an Brieg
- Katharina von Šubić, Herzogin von Brieg und Ohlau († 1358), Ehefrau Boleslaws III., 1348–1356
- Wenzel I. († 1364), 1348–1364 in Liegnitz, Sohn Boleslaws III.
- Ludwig I. († 1398), Sohn Boleslaws III., 1348 in Buchwald und Lüben, 1356–1398 in Brieg
- Ruprecht I. († 1409), Boleslaw IV. († 1394) und Heinrich VII. († 1398), Söhne Wenzels I., ab 1364 gemeinsam in Liegnitz
- Heinrich VIII. „mit der Schramme“ († 1399), Sohn Ludwigs I., 1398–1399 in Brieg
- Heinrich IX. († 1419/20), Sohn Heinrichs VIII., 1399–1419/20 in Lüben, Haynau und Ohlau
- Ludwig II. († 1436), Sohn Heinrichs VIII., 1399–1436 in Liegnitz und Brieg, Brieg 1436 an Lüben-Haynau-Ohlau
- Wenzel II. († 1419), Sohn Wenzels I., 1409–1419 in Liegnitz, Bischof von Breslau 1382–1417, vererbt Liegnitz an Brieg
- Ruprecht II. († 1431), Sohn Heinrichs IX., 1420–1431 in Lüben
- Wenzel III. († 1423), Sohn Heinrichs IX., 1420–1423 in Ohlau
- Ludwig III. († 1441), Sohn Heinrichs IX., 1420–1441 in Lüben, Haynau und Ohlau
- Elisabeth von Brandenburg († 1449), Tochter des Kurfürsten Friedrich I., Witwe Ludwigs II., 1436–1449 in Liegnitz, Liegnitz 1449 an Brieg
- Johann I. († 1453), Sohn Ludwigs III., 1441–1453 in Brieg, 1449–1453 in Liegnitz, Liegnitz 1453–1455 an Böhmen
- Heinrich X. († 1452), Sohn Ludwigs III., 1441–1452 in Haynau und Goldberg, vererbt Goldberg an Brieg
- Hedwig von Liegnitz († 1471), Tochter Ludwigs II. von Brieg, Witwe Johanns I., 1453–1471 in Brieg
- Friedrich I. († 1488), Sohn Johanns I., 1455–1488 in Liegnitz, 1471–1488 in Brieg
- Ludmilla von Podiebrad († 1503), Tochter des böhmischen Königs Georg von Podiebrad, Witwe Friedrichs I., 1488–1503 in Ohlau
- Johann II. († 1495), Sohn Friedrichs I., 1488–1495
- Friedrich II. († 1547), Sohn Friedrichs I., 1495–1547 in Liegnitz
- Georg I. († 1521), Sohn Friedrichs I., 1495–1521 in Brieg-Lüben
- Anna von Pommern († 1550), Tochter Herzogs Bogislaws X., Witwe Georgs I., 1521–1550 in Lüben, das Erbe geht an Liegnitz
- Friedrich III. († 1570), Sohn Friedrichs II., 1547–1570 in Liegnitz
- Georg II. „der Schwarze“ († 1586), Sohn Friedrichs II., 1547–1586 in Brieg
- Katharina von Mecklenburg († 1581), Tochter Herzog Heinrichs, Witwe Friedrichs III., 1570–1581 in Haynau
- Heinrich XI. († 1588), Sohn Friedrichs III., 1570–1579 in Liegnitz, und
- Friedrich IV. († 1596), Sohn Friedrichs III., 1570–1596 in Liegnitz, vererbt Liegnitz an Brieg
- Joachim Friedrich († 1602), Sohn Georgs II., 1586–1602 in Brieg
- Johann Georg († 1592), Sohn Georgs II., 1586–1592 in Lüben und Wohlau
- Anna von Württemberg († 1616), Tochter des Herzogs Christoph, Witwe Johann Georgs († 1592) und Friedrichs IV. († 1596), 1594–1616 in Haynau
- Anna Maria von Anhalt († 1605), Tochter des Fürsten Joachim Ernst von Anhalt, Witwe Joachim Friedrichs, 1602–1605 in Ohlau
- Johann Christian († 1639), Sohn Joachim Friedrichs, 1602–1639 in Brieg
- Georg Rudolf († 1653), Sohn Joachim Friedrichs, 1602–1653 in Liegnitz, 1615–1653 in Wohlau
- Georg III. († 1664), Sohn Johann Christians, 1639–1664 in Brieg, vererbt an Wohlau
- Ludwig IV. († 1663), Sohn Johann Christians 1653–1663 in Liegnitz, vererbt an Wohlau
- Christian († 1672), Sohn Johann Christians, 1639–1672 in Wohlau
- Anna Sophie von Mecklenburg († 1666), Tochter des Herzogs Johann Albert II. in Güstrow, Witwe Ludwigs IV., 1663–1667 in Parchwitz
- Luise von Anhalt, † 1680, Tochter des Fürsten Johann Kasimir in Dessau, Witwe Christians, 1672–1680 in Ohlau
- Georg Wilhelm († 1675), Sohn Christians, 1672–1675 in Wohlau; sein Besitz geht 1675 als erledigtes Lehen an Böhmen, nachdem der uneheliche Sohn Martin geb. 21. Januar 1676, nicht anerkannt wurde (diese Linie ist noch existent). 1740 an Preußen.

### Herzöge von Schlesien in Schweidnitz (nach der Teilung von 1278)
- Bolko I. (Boleslaw III.) († 1301), 1278 in Löwenberg, 1290–1301 in Schweidnitz, Jauer und Fürstenberg (siehe oben)
- Bernhard I. († 1286), Sohn Boleslaws II., 1278–1286 in Löwenberg
- Bernhard II. († 1326), Sohn Bolkos I., 1301–1326 in Schweidnitz
- Heinrich I. († 1346), Sohn Bolkos I., 1301–1346 in Jauer, vererbt an Schweidnitz
- Bolko II. (Boleslaw IV.) († 1341), Sohn Bolkos I., 1301–1341 in Münsterberg
- Bolko II. (Boleslaw V.) († 1368), Sohn Bernhards II., 1326–1368 in Schweidnitz-Fürstenberg, 1346 in Jauer
- Heinrich II. († nach 1343), Sohn Bernhards II., 1326–nach 1343 in Schweidnitz
- Nikolaus der Kleine († 1358), Sohn Bolkos II. (Boleslaw IV.), 1341–1351 in Münsterberg,
- Bolko III. (Boleslaw VI.) († 1410), Sohn Nikolaus des Kleinen, 1351–1410 in Münsterberg
- Agnes, Tochter Nikolaus des Kleinen (†?), 1358–1367 in Strehlen
- Agnes von Habsburg († 1392), Tochter Herzog Leopolds I., Witwe Bolkos II. (Boleslaw V.), 1368–1392 in Schweidnitz-Fürstenberg; Schweidnitz-Fürstenberg 1392 an Böhmen, 1526 an Österreich, 1740 an Preußen
- Johann I. († 1428), 1410–1428 in Münsterberg; und Heinrich II. († 1420), Söhne Bolkos III., 1410–1420 in Münsterberg
- Euphemia († 1447), Tochter Bolkos III., 1428–1442 in Münsterberg, † 1447; Münsterberg an Böhmen 1442, an Troppau 1443, erneut an Böhmen 1454, an die Familie Podiebrad 1462

### Herzöge von Schlesien in Glogau (nach der Teilung von 1274)
- Konrad II. († 1273/74), 1251–1273/74 in Glogau (siehe oben)
- Konrad III. „Köberlein“ († 1304), Sohn Konrads II., 1274–1304 in Sagan, vererbt an Glogau
- Primislaus I. (Primko) († 1289), Sohn Konrads II., 1274–1289 in Steinau und Sprottau, vererbt an Glogau
- Heinrich III. († 1309), Sohn Konrads II., 1274–1309 in Glogau
- Heinrich IV. „der Treue“ († 1342), Sohn Heinrichs III., 1309–1342 in Sagan, 1329 in halb Glogau
- Konrad I. († 1366), Sohn Heinrichs III., 1309–1366 in Namslau, 1322 in Oels
- Boleslaus/Bolko († 1321), Sohn Heinrichs III., 1309–1322 in Oels, vererbt an Namslau
- Johann († 1361/65), Sohn Heinrichs III., 1309–1361/65 in Steinau, 1329–1338 in halb Glogau; verkauft seine Hälfte von Glogau 1338 an Böhmen, vererbt Steinau an Sagan
- Primislaus II. (Primko/Przemko) († 1331), Sohn Heinrichs III., 1309–1331 in Glogau; vererbt seinen Besitz je zur Hälfte an Sagan und Steinau
- Heinrich V. († 1369), Sohn Heinrichs IV., 1342–1369 in Sagan, 1344–1369 in (halb) Sagan
- Konrad II. († 1403), Sohn Konrads I., 1366–1403 in Namslau
- Heinrich VI. d. Ä. († 1393), Sohn Heinrichs V., 1369–1393 in Sagan und Crossen, vererbt an Freystadt
- Heinrich VII. „Rumpold“ († 1394), Sohn Heinrichs V., 1369–1394 in halb Glogau und Steinau, vererbt an Freystadt
- Heinrich VIII. „der Sperling“ († 1397), Sohn Heinrichs V., 1369–1397 in Freystadt, Grünberg und Sprottau
- Johann I. († 1439), Sohn Heinrichs VIII., 1397–1439 in Sagan
- Heinrich IX. († 1467), Sohn Heinrichs VIII., 1413–1418 (gemeinsam mit Heinrich X. und Wenzel) in halb Glogau, 1418–1467 in halb Glogau und Freystadt (gemeinsam mit Heinrich X.), 1430/31–1467 in Crossen
- Heinrich X. „Rumpold“ († 1423), Sohn Heinrichs VIII., 1413–1418 (gemeinsam mit Heinrich IX. und Wenzel) in halb Glogau, 1418–1423 (gemeinsam mit Heinrich IX.) in Freystadt und halb Glogau
- Wenzel († 1430/31), Sohn Heinrichs VIII., 1413–1418 in Glogau (gemeinsam mit Heinrich IX. und Heinrich X.), 1418–1430/31 in Crossen und Schwiebus
- Konrad III. († 1412/13), Sohn Konrads II., 1403–1412/13 in Namslau
- Konrad IV. „Senior“ († 1447), Sohn Konrads III., 1413–1447 in Bernstadt, 1417 Bischof von Breslau
- Konrad V. „Kanthner“ († 1439), Sohn Konrads III., 1413–1429 in Oels
- Konrad VI. „Dechant“ († 1427), Sohn Konrads III., 1413–1427 in Steinau
- Konrad VII. „der alte Weiße“ († 1452), Sohn Konrads III., 1413–1452 in Cosel-Wartenberg
- Konrad VIII. „der Junge“ († 1444/47), Sohn Konrads III., 1413–1444/47 in Wohlau
- Konrad IX. „der Schwarze“ († 1471), Sohn Konrads V., 1439–1471 in Oels-Cosel
- Konrad X. „der junge Weiße“ († 1492), Sohn Konrads V., 1439–1492 in Wohlau; sein Besitz geht 1492 an Böhmen, 1495 an Münsterberg
- Balthasar († 1472), Sohn Johanns I., 1439–1461 in Sagan
- Rudolf († 1454), Sohn Johanns I., 1439–1454 in Sagan
- Wenzel († 1488), Sohn Johanns I., 1439–1450 in Sagan, danach in Priebus
- Johann II. „der Böse“ († 1504), Sohn Johanns I., 1439–1450, 1461–1467 und 1472 in Sagan, 1450–1472 in Priebus
- Heinrich XI. († 1476), Sohn Heinrichs IX., 1467–1476 in Freystadt und Crossen
- Balthasar († 1472), 1467–1472 zum zweiten Mal in Sagan
- Johann II. († 1504), 1472–1476 zum zweiten Mal in Sagan, 1482–1488 in Glogau; 1476–1504 in Freystadt; Sagan geht 1476 an Sachsen, Freystadt 1534–1549 ebenfalls an Sachsen, 1549 dann an Österreich.
- Barbara von Brandenburg († 1515), Tochter des Kurfürsten Albrecht Achilles, Witwe Heinrichs XI., 1476–1510 in Züllichau und Crossen; Freystadt geht 1476 an Sagan, Crossen 1510 an Brandenburg; Glogau 1476(?)–1526 zu Böhmen, das bis 1742 von den Habsburgern regiert wurde, ab 1742 bei Preußen.

### Herzöge von Schlesien in Oberschlesien (nach der Teilung von 1173)
- Mieszko I. († 1211), Sohn Wladyslaws II. (siehe oben), 1173–1211 in Ratibor und Teschen, in Auschwitz und Oberbeuthen 1177, in Oppeln 1201
- Kasimir I. († 1229/30), Sohn Mieszkos I., 1211–1229/30
- Mieszko II. († 1246), Sohn Kasimirs I., 1230–1246 in Oppeln
- Wladislaw I. († 1281), Sohn Kasimirs I., 1234–1281 in Oppeln

- 1281 Teilung in Teschen-Auschwitz, Beuthen, Oppeln und Ratibor

### Herzöge von Schlesien in Teschen, Auschwitz und Ratibor (nach der Teilung von 1281)
siehe auch: Liste der Herzöge von Teschen
- Mieszko III. († 1313/16), Sohn Wladislaws I., 1281–1290 in Ratibor, 1290–1313/16 in Teschen
- Primislaus/Przemislaw († 1306), Sohn Wladislaws I., 1281–1306 in Teschen, 1290–1306 in Ratibor
- Lestko († 1336), Sohn Przemislaws, 1295–1336 in Ratibor; 1336 Heimfall an Böhmen; 1337 an Troppau
- Wladislaus († 1321/24), Sohn Mieszkos III., 1313/16–1321/24 in Auschwitz
- Johann I., († 1370/72), Sohn Wladislaws, 1321/22–1372 in Auschwitz
- Johann II. († 1476), Sohn Johanns I.
- Johann III. († 1405), Sohn Johanns II., 1376–1405 in Auschwitz (mit ihm erlosch 1405 die direkte Linie Auschwitz)

- Przemislaw I. von Teschen († 1409), Sohn Kasimirs III., 1358–1400 in Teschen
- Przemislaw I. von Auschwitz († 1406), Sohn Przemislaws I. von Teschen, 1400–1406 in Auschwitz
- Kasimir I. († 1434), Sohn Przemislaws I. von Auschwitz, 1406–14 in Auschwitz, Tost und (halb) Gleiwitz
  - Wenzel I. von Zator († 1465), Sohn Kasimirs von Auschwitz, 1433–1445 in Auschwitz und Tost, 1445–1465 in Zator
    - Kasimir II. († 1489/94), Sohn Wenzels I. von Zator, 1465–1489/94
    - Wenzel II. († 1484/87), Sohn Wenzels I. von Zator
    - Johann V. († 1513), 1465–1513, Sohn Wenzels von Zator, verkauft Zator 1494 an Polen
    - Wladislaus († 1494), Sohn Wenzels II. von Zator

  - Primislaus/Przemko III. († 1484), Sohn Kasimirs I. von Auschwitz, 1445–1484 in Tost
  - Johann IV., († 1495/97), Sohn Kasimirs I. von Auschwitz, 1445–1457 in Auschwitz, verkauft sein Gebiet 1457 an Polen, 1772 gelangt es an Österreich.

- Boleslaw I. († 1431), Sohn Przemislaws I., 1400–1431 in Teschen
- Wenzel († 1474), Sohn Boleslaws I., 1431–1474 in Teschen und Beuthen
- Wladislaw († 1460), Sohn Boleslaws I., 1431–1460 in Teschen und Groß-Glogau
- Przemislaw II. († 1477), Sohn Boleslaws I., 1431–1477 in Teschen und Groß-Glogau
- Boleslaw II. († 1452), Sohn Boleslaws I., 1431–1452 in Teschen und Freistadt
- Margareta von Cilli († 1480), Tochter des Grafen Hermann II., Witwe Wladislaws von Teschen, 1460–1480; und Przemislaw († 1477), 1460–1477 Sohn Wladislaws von Teschen, in Teschen und Groß-Glogau
- Kasimir IV. († 1528), Sohn Boleslaws II., 1452–1528 in Teschen und Freistadt
  - Friedrich († 1507), Sohn Kasimirs IV.
  - Wenzel († 1524), Sohn Kasimirs IV.
- Wenzel III. Adam († 1579), Sohn Wenzels II., 1528–1579 in Teschen und Freistadt
- Friedrich Kasimir († 1571), Sohn Wenzel III. Adams, 1560–1571 in Bielitz und Freistadt
- Adam Wenzel († 1617), Sohn Wenzel Adams, 1579–1617 in Teschen und Freistadt
- Friedrich Wilhelm († 1625), Sohn Adam Wenzels, 1617–1625 in Teschen und Freistadt
- Elisabeth Lucretia († 1653), Tochter Wenzel Adams, 1625–1653 in Teschen und Freistadt; vererbt an Böhmen

### Herzöge von Schlesien in Beuthen
- Kasimir II. († 1312), Sohn Wladislaws I., 1281–1312 in Beuthen
- Boleslaw († 1329), Sohn Kasimirs II., 1289–1309 in Auschwitz, 1321 Erzbischof von Gran
- Wladislaw II. († 1351/55), Sohn Kasimirs II., 1306–1351/5 in Cosel
- Ziemowit/Siemowit, Sohn Kasimirs II., 1306–1342 in Gleiwitz
- Kasimir III. († vor 1349), Sohn Wladislaw II., in Cosel, vererbt an Beuthen
- Boleslaw († 1355), Sohn Wladislaws II., in Beuthen, vererbt an Herzogtum Oppeln bzw. an Oels

### Herzöge von Schlesien in Oppeln
- Boleslaw (Bolko) I. († 1313), Sohn Wladislaws I., 1281–1313 in Oppeln
- Boleslaw II. († 1362/65), Sohn Boleslaws I., 1313–1362/65 in Falkenberg
- Albert († nach 1366), Sohn Boleslaws I., 1313–nach 1366 in Strehlitz, vererbt an Oppeln
- Bolko II. († 1356), Sohn Boleslaws I., 1313–1356 in Oppeln
- Wladislaus II. († 1401), Sohn Bolkos II., 1356–1401 in Oppeln und Wielun, vererbt an Oppeln-Strehlitz
- Bolko III. († 1382), Sohn Bolkos II., 1356–1382 in Oppeln und Strehlitz
- Wenzel von Falkenberg († 1369), 1362/65–1369
- Heinrich von Falkenberg († 1382), Sohn Boleslaws I., 1360/65–1382 in Falkenberg, vererbt an Oppeln
- Johann I. Kropidlo († 1421), Sohn Bolkos III., 1382–1421 in Oppeln-Strehlitz, Erzbischof von Gnesen 1389, Bischof von Cammin 1394–1398, vererbt an Beuthen
- Bolko IV. († 1437), Sohn Bolkos III., 1382–1437 in Beuthen
- Bernhard von Falkenberg und Strehlitz († 1455), Sohn Bolkos III., 1382–1355 in Falkenberg, vererbt an Beuthen
- Bolko V. († 1460), 1437–1460, und Nikolaus I. († 1476), 1437–1476, Söhne Bolkos IV., in Beuthen
- Johann II. († 1532), 1476–1532, und Nikolaus II. († 1497), 1476–1497, Söhne Nikolaus I., in Beuthen; Beuthen 1532–1543 an Brandenburg
- Georg Friedrich († 1603), Sohn Georgs, 1556 Markgraf von Ansbach und Bayreuth, 1557 Markgraf von Kulmbach, 1543–1549 in Beuthen, 1543–1603 in Jägerndorf
- Ferdinand, Erzherzog von Österreich († 1595), Sohn des Kaisers Ferdinand I., 1549–1551 in Beuthen
- Isabella Zapolya, 1551–1556 in Beuthen
- Georg Friedrich († 1603), Sohn Georgs, 1556 Markgraf von Ansbach und Bayreuth, 1557 Markgraf von Kulmbach, 1543–1549 in Beuthen, 1543–1603 in Jägerndorf
- Sigismund Báthory, 1597–1598 in Beuthen, Beuthen danach bis 1615 wieder bei Österreich
- Karl von Österreich, † 1624, 1615–1624 in Beuthen, ab 1608 Bischof von Breslau, ab 1613 Bischof von Brixen
- Stephan Bethlen (Bethlen Istvan) und Gabriel Bethlen (Bethlen Gábor), Fürsten von Siebenbürgen, Gegenherzöge in Beuthen 1622–1628
- Ferdinand, Erzherzog von Österreich, 1624–1630 in Beuthen
- Karl Ferdinand von Polen († 1655), Sohn König Sigismunds III. von Polen, 1630–1645 in Beuthen
- Sigismund Kasimir von Polen († 1647), Sohn des polnischen Königs Władysław IV. Wasa, 1645–1647 in Beuthen
- Władysław IV. Wasa († 1648), 1632 König von Polen, in Beuthen 1647–1648
- Johann II. Kasimir († 1672), 1648 König von Polen, 1648–1664; Beuthen 1672 an Österreich, an Preußen 1740

### Herzöge von (Ober-)Schlesien in Troppau, Ratibor, Jägerndorf und Leobschütz
siehe auch: Herzöge von Jägerndorf
Das Gebiet von Troppau gehörte seit jeher zur Markgrafschaft Mähren. Aus dieser wurde 1269 das Gebiet von Troppau ausgegliedert, das 1318 zu einem Herzogtum erhoben wurde. Erster Herzog von Troppau war Nikolaus I., der den Troppauer Zweig der böhmischen Přemysliden begründete.
- Nikolaus I. († 1318), ca. 1269–1318, natürlicher Sohn von König Přemysl Ottokar II. von Böhmen
- Nikolaus II. († 1365), Sohn Nikolaus’ I., 1318–1365 in Troppau, 1337–1365 in Ratibor

1. Johann I., † 1380/82, Sohn Nikolaus’ II., (1365)1367–1380/82 in Ratibor; 1367–1377 in Troppau (Teil, gemeinsam mit Primislaus und Wenzel); 1377–1380/82 in Jägerndorf und Freudenthal
  1. Nikolaus IV. († 1405/07, von Freudenthal (gemeinsam mit Johann II.)
  2. Johann II. „der Eiserne“ († 1424), Sohn Johanns I., 1380/82–1424 von Ratibor und Freudenthal (bis 1405/07 Teil); 1380/82–vor 1385 und 1422–1424 in Jägerndorf
    1. Nikolaus V. († 1452), Sohn Johanns II., 1424–1437 von Jägerndorf und Ratibor (gemeinsam mit Wenzel), 1437–1452 in Jägerndorf, Freudenthal und Rybnik
      1. Wenzel von Rybnik († 1479), Sohn Nikolaus V., 1464–1474 in Rybnik, mit Sohrau und Pleß
      2. Johann IV. († 1483), Sohn Nikolaus V., (1452) 1464–1474 von Jägerndorf, 1464–1483 in Loslau.
      3. Barbara, Tochter Nikolaus V., ⚭ mit Johann IV. von Auschwitz († 1495/97), 1490–1492 (?) Herrin von Jägerndorf

    2. Wenzel von Ratibor († 1456), Sohn Johanns II., 1424–1437 in Ratibor und Jägerndorf (gemeinsam mit Nikolaus V.), 1437–1456 von Ratibor
      1. Johann III. d. J. († 1493), Sohn Wenzels von Ratibor-Jägerndorf, 1456–1506 in Ratibor
        1. Nikolaus VI. von Ratibor, († 1506), Sohn Johanns III. d. J., 1493–1506 in Ratibor
        2. Johann IV. von Ratibor († nach 1506), Sohn Johanns III. d. J.
        3. Valentin von Ratibor († 1521), Sohn Johanns III. d. J., 1506–1521 in Ratibor; mit ihm erlosch die přemyslidische Linie Troppau-Ratibor
2. Nikolaus III., Sohn Nikolaus II., 1367–1377 von Troppau (Teil), 1377–1394 von Leobschütz
3. Wenzel I. von Troppau († 1381), Sohn Nikolaus II., (1367) 1377–1381 von Troppau (gemeinsam mit Přemysl/Primislaus I.)
4. Přemysl/Primislaus I. († 1433), Sohn von Nikolaus II., (1367) 1377–1433 in Troppau (gemeinsam mit Wenzel), 1394–1433 in Leobschütz
  1. Wenzel II. († 1445/47), Sohn Přemysl/Primislaus I., 1435–1445/47 in Leobschütz
    1. Johann I. Hanuš (* um 1420, † 1454), Sohn Wenzels II., 1445/47–1454 Herr auf Fulnek
    2. Johann II. Pius († 1482/90), Sohn Wenzels II. 1445/47–1482/90 in Leobschütz, 1445/47–1464 in Troppau (Teil)

  2. Wilhelm († 1452), Sohn Primislaus, 1435–1452 in Troppau (Teil), 1443–1452 in Münsterberg
    1. Friedrich († 1470)
    2. Wenzel III. († 1474)
    3. Přemysl/Primislaus III. († 1493)

  3. Ernst († nach 1464), Sohn Primislaus, ca. 1435–1451 von Troppau (Teil), 1452–1456 in Münsterberg, verkauft Münsterberg an den böhmischen König Georg von Podiebrad

- Viktorin († 1500), Sohn Georgs von Podiebrad, Reichsfürst 1459, in Troppau-Leobschütz 1465–1490
- Johann von Schellenberg († 1508), 1493–1506 in Jägerndorf
- Georg von Schellendorf, 1506–1523 Fürst von Jägerndorf, 1523 an Hohenzollern verkauft
- Georg von Brandenburg-Ansbach „der Fromme“ auch: „der Bekenner“ († 1543), 1536 Markgraf von Ansbach, 1523–1543 in Jägerndorf
- Georg Friedrich von Brandenburg-Ansbach († 1603), Sohn Georgs, 1556 Markgraf von Ansbach und Bayreuth, 1557 Markgraf von Kulmbach, 1543–1549 in Beuthen, 1543–1603 in Jägerndorf
- Joachim Friedrich von Brandenburg († 1608), 1598 Kurfürst von Brandenburg, 1603–1606 in Jägerndorf
- Johann Georg von Brandenburg († 1624), Sohn Joachim Friedrichs, 1606–1621 in Jägerndorf; Jägerndorf kommt zu Troppau
- Herzog von Troppau und Jägerndorf ist ab 1621 der jeweilige Fürst von Liechtenstein

### Herzöge von (Ober-)Schlesien in Münsterberg, Oels, Bernstadt und Juliusburg
- Heinrich d. Ä. († 1498), Sohn des böhmischen Königs Georg von Podiebrad, Reichsfürst, Graf von Glatz, Herzog von Münsterberg 1462–1498, Herzog von Oels 1495–1498
- Albrecht I. von Podiebrad († 1511), Sohn Heinrichs d. Ä., 1498–1501
- Georg I. Podiebrad († 1502), Sohn Heinrichs d. Ä., in Oels 1498–1502
- Karl I. Podiebrad († 1536), Sohn Heinrichs d. Ä., in Münsterberg 1498–1536
- Joachim von Podiebrad († 1562), Sohn Karls I., 1536–1542 in Münsterberg (gemeinsam mit seinen Brüdern)
- Heinrich II. von Podiebrad, Sohn Karls I., 1536–1542 in Münsterberg (gemeinsam mit seinen Brüdern); 1542–1548 in Bernstadt
- Georg II. von Podiebrad († 1553), Sohn Karls I., 1536–1542 in Münsterberg (gemeinsam mit seinen Brüdern)
- Johann von Podiebrad († 1565), Sohn Karls I., 1536–1542 in Münsterberg (gemeinsam mit seinen Brüdern); 1542–1565 in Oels; 1548–1565 in Bernstadt; 1559–1565 nochmals in Münsterberg
- Karl Christoph von Münsterberg († 1569), Sohn Johanns, 1565–1569 in Münsterberg; Ende des Hauses Podiebrad in Münsterberg.
- Heinrich III. von Podiebrad († 1587), Sohn Heinrichs II., 1565–1574 in Bernstadt (Bernstadt 1574 verkauft, 1604 zurückerworben von Karl II.)
- Karl II. von Podiebrad († 1617), Sohn Heinrichs II., 1565–1617 in Oels, 1604–1617 in Bernstadt
- Heinrich Wenzel von Podiebrad († 1639), Sohn Karls II., 1617–1639 in Bernstadt, vererbt an Oels
- Karl Friedrich von Podiebrad († 1647), Sohn Karls II., 1617–1647 in Oels; 1639–1647 in Bernstadt
- Silvius I. Nimrod († 1664), Schwiegersohn Karl Friedrichs I., 1647–1664 in Oels (durch Heirat, Belehnung 1649)
- Karl Ferdinand († 1669), Sohn Silvius Nimrods, 1664–1668 in Oels und Bernstadt
- Silvius II. Friedrich († 1697), Sohn Silvius Nimrods, 1668–1697 in Oels
- Christian Ulrich I. († 1704), Sohn Silvius Nimrods, 1668–1697 in Bernstadt, 1697–1704 in Oels und Juliusburg
- Julius Siegmund († 1684), Sohn Silvius Nimrods, 1668–1684 in Juliusburg
- Karl († 1745), Sohn Julius Siegmunds, 1684–1697 in Juliusburg, 1697–1745 in Bernstadt
- Karl Friedrich II. († 1761), Sohn Christian Ulrichs I., 1704–1744 in Oels und Juliusburg
- Christian Ulrich II. († 1734), Sohn Christian Ulrichs I., 1704–1734 in Wilhelminenort
- Karl Christian Erdmann, † 1792, Sohn Christian Ulrichs II., 1734–1792 in Wilhelminenort, 1744–1792 in Oels und Juliusburg, 1745–1792 in Bernstadt
- Friedrich August, Prinz von Braunschweig-Wolfenbüttel († 1805), Schwiegersohn Karl Christian Erdmanns, 1792–1805 in Oels, Bernstadt, Juliusburg etc.; der Besitz bleibt bei Wolfenbüttel bis 1884, kommt dann an Sachsen.